# Killifish

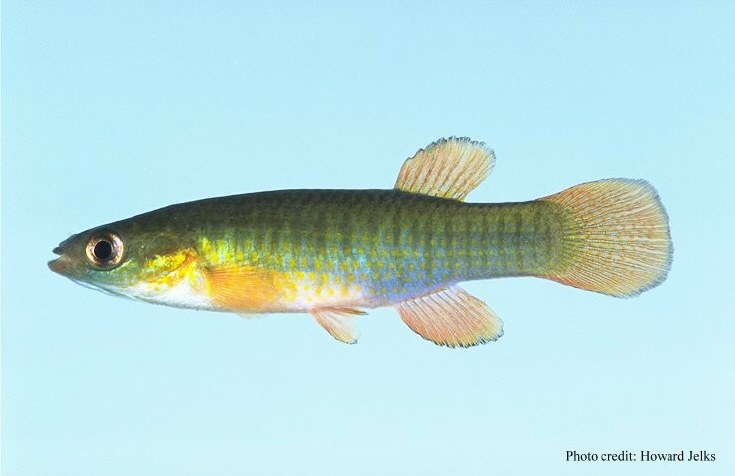
killifish norte-americano da espécie Fundulus cingulatus.

Killifish são peixes da família Aplocheilidae, Cyprinodontidae, Fundulidae, Nothobranchiidae, Profundulidae, Rivulidae e Valenciidae. Ao todo são cerca de 1270 espécies diferentes de killifish, a maior família é Rivulidae que contem mais de 320 espécies. Killifish é derivado do holandês palavra "Kilde", que significa riacho, poça. Porque vivem em efémeras águas, os ovos das maiorias dos killifish pode sobreviver períodos de desidratação parcial. Muitas das espécies ficam em estado de diapausa, uma vez que os ovos não sobreviveriam mais do que algumas semanas se totalmente submersos na água. Assim como as sementes, possibilitando que os ovos podem ser enviados por correio, sem água. Os adultos de algumas espécies, tais como Kryptolebias marmoratus, pode ainda sobreviver fora da água por várias semanas. A maioria dos killies são peixes pequenos, de uma a duas polegadas (2,5 a 5 cm), com as maiores espécies de crescimento para pouco menos de seis polegadas (15 cm).

## Killifish no Brasil
No Brasil, o killifish é desconhecido por grande parte da população. As poucas pessoas que avistam o peixe o chamam de peixe das nuvens ou peixe das chuvas, pelo fato de os peixes aparecerem quando chove, algumas pessoas acreditavam que o peixe vinha das nuvens. No Brasil o Killifish possui diversas espécies localizada por toda região brasileira. Além de ser desconhecido, o peixe é pouco explorado no Brasil, dificultando o reconhecimento de novas espécies e possibilitando a espécie ficar em extinção nas regiões já que é pouco explorado.
Recentemente a Polícia Federal vem combatendo o tráfico de ovos para o exterior. Os criminosos se aproveitam da condição dos ovos não necessitarem de água no transporte para enviar ovos a outros países.